# Іорданов Павло Федорович
Павло Федорович Іорданов (17 листопада 1858, Прінкіпо — 1 березня 1920) — російський сенатор, доктор медицини, таємний радник, член Державної ради, таганрозький міський голова. Закінчив Харківський університет.
Павло Федорович Іорданов був співучнем Антона Павловича Чехова по таганрозькій гімназії, лікар, видний громадський діяч Таганрога. Протягом багатьох років він листувався з Чеховим. Їх спільними зусиллями був відкритий музей і громадська аптека, встановлений пам'ятник Петру І, збудована нова будівля бібліотеки.
В 1905 році таганрозці вибирають Павла Федоровича міським головою. Його діяльність була оцінена столичною владою: він був нагороджений орденом Святого Станіслава і орденом Святої Ганни і в 1909 році був запрошений до Санкт-Петербурга для призначення членом Державної ради.